# Alniphyllum pterospermum
Alniphyllum pterospermum är en storaxväxtart som beskrevs av Jinzô Matsumura. Alniphyllum pterospermum ingår i släktet Alniphyllum och familjen storaxväxter. Inga underarter finns listade i Catalogue of Life.